# Gebiacantha plantae
Gebiacantha plantae is een tienpotigensoort uit de familie Upogebiidae. De wetenschappelijke naam is gepubliceerd in 1982 door Sakai.